# Mein Falke
Mein Falke (engl. My Falcon) ist ein Spielfilm von Dominik Graf aus dem Jahr 2023. Die Erstausstrahlung in Deutschland erfolgte am 24. November 2023 auf Arte.

## Handlung
Seit ihrer Scheidung vor zwei Jahren geht Inga Ehrenberg voll in ihrer Arbeit auf. Die forensische Biologin verbringt selbst während ihrer Wochenenden Zeit im rechtsmedizinischen Institut von Wolfsburg. Unter anderem arbeitet sie daran, den Todeszeitpunkt eines im Wald gefundenen Babyleichnams einzugrenzen und Ungereimtheiten bezüglich des Todes eines älteren Mannes aufzuklären, der einen Schwimmunfall gehabt haben soll.
Als die Nachbarin ihres Vaters stirbt, reagiert er harsch und macht Inga Vorwürfe, dass sie sich nicht genug um ihn kümmere. Aber erst als Charlotte, die Tochter der verstorbenen Nachbarin, bei Inga auftaucht, begreift sie, warum dieser Todesfall ihren Vater so sehr getroffen hat. Denn er hat Charlotte erzählt, er sei vielleicht ihr biologischer Vater – womit Inga ihre Halbschwester wäre.
Aber das kann oder will Inga nicht glauben, umso mehr, als ihre vermeintliche Halbschwester sie auch noch näher kennenlernen möchte. Eine Vorstellung, die der Biologin überhaupt nicht passt.
Die Situation wird zusätzlich kompliziert, als ein Falkner, den Inga noch aus der Zeit ihrer Ehe kennt, sie bittet, sich um ein Falkenjunges zu kümmern. Dies wirft sie in einen Strudel unterdrückter Gefühle. Mit Hingabe und Beharrlichkeit bemüht sie sich, den kleinen Falken zu zähmen, fest davon überzeugt, dass er sie nie verlassen wird. Am Ende ist es der Falke, der in Inga etwas bewirkt.

## Produktion und Veröffentlichung
Mein Falke ist der zweite Film nach Hanne (2018), der in Zusammenarbeit von Dominik Graf als Regisseur und Beate Langmaack als Drehbuchautorin entstanden ist. Die Dreharbeiten fanden vom 13. Juli bis zum 11. August 2022 in Wolfsburg, Königslutter am Elm, Isenbüttel in Niedersachsen und an der Rappbode-Talsperre und in deren Umgebung in Sachsen-Anhalt statt.
Die beiden Filmmusiker Florian van Volxem und Sven Rossenbach haben seit 2000 bzw. 2002 für fast alle Filme Dominik Grafs die Musik komponiert.
 Mein Falke ist eine Produktion von Provobis für den NDR und Arte im Auftrag der ARD. Der Film wurde von der Nordmedia gefördert.
Die Uraufführung erfolgte am 1. Oktober 2023 beim Filmfest Hamburg, am 3. November 2023 wurde der Film bei den Nordischen Filmtagen in Lübeck gezeigt. Die Fernsehpremiere in Deutschland erfolgte am 24. November auf Arte.

## Rezeption

### Kritiken
Rainer Tittelbach von Tittelbach.tv schrieb: „[…] ein ungewöhnlicher, ein kleiner Film, noch undramatischer, noch beiläufiger, noch alltagsnäher als ‚Hanne‘ (2019), […] ein ähnlich strukturiertes Stationendrama. Auch ‚Mein Falke‘ zeigt ‚Selbstfindung‘ ohne Kitsch, ist eine One-Woman-Show ohne Krimispannungs-Appeal und hat in Anne Ratte-Polle eine überragende Hauptdarstellerin. Was für eine Wohltat: echten Menschen beim Leben zuzuschauen, die Begegnung mit dem Tier zu bestaunen, einfach nur einer Geschichte zu lauschen.“

## Auszeichnungen
Der Film wurde 2023 für den Hamburger Produzentenpreis für deutsche Fernsehproduktion beim Filmfest Hamburg nominiert.